# Ksar Bounou
Pour les articles homonymes, voir Bounou.
Ksar Bounou (en arabe : قصر بونو) est un village fortifié dans la province de Zagora, région de Draa-Tafilalet au sud-est du Maroc .